# 마법의 성 (영화)
"마법의 성"은 2002년에 개봉한 대한민국의 영화인데 구본승 (박성빈 역)이 영화 속에서 파격적인 노출과 베드신을 감행했음에도 흥행에 실패했고 그 이후 한동안 연예계를 떠났었다.
한편, 구본승 자리에는 당초 개그맨 김국진이 물망에 올랐으나 과감한 노출신 문제로 고사했다.
아울러, 홍록기 자리에는 가수 박상민이 한때 거론됐으며 김지은 자리에는 이영진이 물망에 올랐으나 이미지 관리를 위해 포기했다.

## 캐스팅
- 구본승 : 박성빈 역
- 김지은 : 한지혜 역
- 이주현 : 유정우 역
- 최은주 : 이윤주 역
- 김진 : 최석규 역
- 홍록기 : 빅맨 역
- 박용식 : 장군 역
- 유순철 : 노인 역
- 이윤성 : 하림 역
- 박인환 : 성빈 부 역
- 선우용녀 : 성빈 모 역
- 김광필 : 성빈의 동생 박성찬 역
- 박정수 : 지혜 모 역
- 박준규 : 신학 역
- 강성민 : 풍선남 역
- 전철우 : 30대 남자 역
- 문두환 : 80대 노인 역
- 윤지민 : 마돈나 역
- 서윤재 : 유미 역
- 서승준 : 민우 역
- 김윤정 : 소희 역
- 김민상 : 민석 역
- 양재성 : 성빈의 친구인 정우 역
- 방은희 : 성빈의 어머니인 성숙 역
- 박준금 : 재벌가의 회장 부인 역
- 정형기
- 주효만
- 정성갑
- 장정국
- 김미주

## 참고 사항
- 홍록기 (빅맨 역)의 첫 정극 드라마 출연작인 KBS 2TV 동안미녀 연출자[5] 이진서 PD는 구본승 (박성빈 역), 박정수 (지혜 모 역) 등이 출연한 KBS 1TV 좋은걸 어떡해의 조연출자였는데 구본승 자리에 한때 거론된[6] 김국진은 박정수가 조연으로 나온 MBC 반달곰 내 사랑으로 연속극 데뷔를 했다.